# Манастир Ваведења Пресвете Богородице у Јашуњи
Манастир Ваведења Пресвете Богородице у Јашуњи је женски манастир и налази се у Големој Њиви, код Јашуње, на територији града Лесковца. Припада Епархији нишкој Српске православне цркве. Саграђен је 1499. године и представља непокретно културно добро као споменик културе од великог значаја.
На обронцима Бабичке горе, тринаест километара североисточно од Лесковца, од села Бабичко преко Големе Њиве до Јашуње налазе се три стара манастира, Бабичко, Ваведења Пресвете Богородице и Светог Јована Крститеља.
Манастири Ваведења Свете Богородице и Св. Јована Претече у науци чине целину познату као „Јашуњски манастири”.

## Положај манастира
Манастир лежи у једној падини кроз коју протиче поток Бела вода-Бела река коју неки називају Јашуњка. Ова долина назива се још и „Манастирска долина”. Место на коме је локација манастира зове се „Градиште” по Градишту које се налази у близини и лежи на левој обали поменуте реке и долине.
Окружење манастира је пријатно, тихо, обрасло у зеленило и шумским столетним буквама са водотоком који истиче из камена узводно од манастира.

## Историјат
Манастирску цркву саградила је за женску монашку заједницу монахиња Ксенија са трима сестрама, Теофом, Мартом и Маријом. Аутентични подаци о томе ко је и када подигао ову богомољу постоје на паперти манастира. При улазу из паперте у наос, на левој страни, постоји фреска ктитора, монахиње Ксеније са три калуђерице, већ поменутих њених сестара. О томе ко је и када подигао цркву сведоче и сачувани ктиторски натпис у овом делу храма као и портрети монахиња, на вотивној слици, сликани са неуобичајено високим степеном индивидуализације ликова. Поменути натпис најзначајнији је натпис у манастиру и гласи:
„Изволенијем отца и поспешенијем сина и совершенијем светаго духа сзда се свети храм пречестније ваведенија трудом и поташтанијем рабе Божие монахиње Ксеније строје монахињам – Калогерицами Теофоју Мартоју Маријеју в лето 7008. Месеца октоврија 11 дан”.
Како од 1453. године (од времена Мехмеда Освајача и пада Цариграда) цркве нису смеле бити подизане осим на местима где их је раније било, сигурно је да је била грађена на темељима старијег храма. На само педесетак метара од манастира, с леве стране потока, налазе се рушевине неког града и темељи хришћанске богомоље.
Манастир је за време турске владавине делио судбину нашег народа те је више пута паљен и пустошен, нарочито у време Првог и Другог српског устанака. Ово је доводило до тога да једно време буде напуштен. Горео је 1788. године када се Никола Прчић побунио у Ветерничком Поречју и подигао народ на узбуну. Горео је и 1835. за време побуна које су долазиле из Власотинца (1821, 1841), односно за време паљења Власотинца у два маха. Тај догађај познат је у народу као „власотиначка пљачка”.

## Архитектура и живопис
Овај манастир представља последњи модел рашке школе. Манастирска црква је малих димензија, представља једнобродну, полуобличасто засведену грађевину са првобитним нартексом, полукружном апсидом и споља и изнутра и полуобличастим сводом. Ово је градња која је типична за сеоске и мање властелинске придворне цркве пре 13. и после 14. века, а параклис је дозидан касније.
Манастир Свете Богородице комплетно је живописан 1499. године, када је и подигнут. Живопис је изведен сигурним цртежом, складном композицијом и богатим колоритом од чега су сачуване слике на источном спољном зиду нартекса. Брод цркве није живописан, нити има неких икона али зато у припрати има лепих и уметничких остварења и представа али су оне махом кречом попрскане и премазане. Најлепше су оне слике које су око Ваведења и 24 пророка.
Живопис на припрати је новијег датума и потиче из 1686. године. Из припрате се може сазнати ко је радио фрескопис. У спољној припрати има нешто слика које су рађене у каснијим периодима. Више улаза у храм, над вратима, стоји слика Ваведења Св. Богородице. У овом делу манастира су следеће представе: Св. Пророка Илије, Св. Јована Претече, Св. великомученика Георгија и св. Димитрија, као нека целина. Св. Георгије убија аждају а Св. Димитрије незнабошца.
На ктиторској фресци ктитор Ксенија приказана је у скоро природној величини како обема рукама држи модел цркве заједно са монахињама Мартом, Теофом и Маријом. Оне су приказане на зидовима са индивидуалним портретним изразима црта лица и приказују старије особе са тамним огртачима и веловима што указује на то да су вероватно биле удовице. Сестре су приказане као ниже од ње, у умањеном профилу. Ксенијина ношња на фресци адекватна је ношњи жена краја у коме је манастир подигнут. На фресци ктиторице стоји име и презиме уметника – Абахвага Синадија.
Знатне измене првобитна црква доживела је у 19. веку када је 1834. године добила нови иконостас, у седмој деценији дозидани су параклис уз јужни зид и пространи егзонартекс пред припратом и параклисом, који су живописани 1868. године.  Масивни месингани свећњаци су из 1894. године.
Размере параклиса су 6,5 m x 2 m. Манастир је био отворен и држао се на три стуба све до 12. априла 1932. године када је преобраћен од парохијске цркве у женски манастир. Када су дошле монахиње, оне су, да би направиле певницу, зазидале параклис са јужне стране. Параклис је посвећен „Живопијемном извору”. Налази се на источном зиду и ту је сцена Божје мајке са круном на глави која у окриљу држи Исуса Христа. Божја мајка седи у купелу из кога куља вода жива у један четвртасти суд где су жедни свете воде насликани свети патријарси, праведници и цареви. Више малог олтара параклиса је сцена Рођења Пресвете Богородице. У сам олтар параклиса постављена је честица Св. Велик. мучен. Пантелејмона. У параклису, на његовој северној страни, насликани су светитељи веома добро и интересантно због етнографских захвата. Неке од фрески су: Потоп-„первоје пришествије Ноино”, „Второје пришествије Господње”, фреска Св. Ане, „Целованије Јелисаветино”.
У овом манастиру постоје и прекречене фреске.
Вредна збирка старих икона обухвата и једну икону Богородице Одигитрије која би могла бити престона икона са првобитног иконостаса. Услед великог броја паљења у прошлости није могао дуго да се одржи првобитан иконостас али се ова икона ипак очувала. Ова икона Божје мајке Одигитрије је копија истоимене иконе из Св. Горе, из XV века. Тридесетих година XX века она се налазила на северном платну храма, наоса, мало уздигнута у слабо осветљеном простору. 1962. године пребачена је у Ниш због једне краткорочне изложбе. Била је највреднији предмет изложбе а та изложба касније је прерасла у Музеј црквених старина. И данас се налази у Нишу, у епископији и чува се као ретко вредан експонат. Због велике уметничке лепоте конзервирана је и веома пажљиво се чува.
Радови на заштити сведени су на препокривање цркве. Недавно је монашко сестринство удахнуло живот овом старом манастиру.